# Au, Bregenz
Au là một đô thị ở Bregenzerwald, Vorarlberg, Áo. Đô thị này thuộc huyện Bregenz.
Au tọa lạc ở cực tây Áo. 40% diện tích 45 km² là rừng, 34,4% được sử dụng cho Almwirtschaft và các dạng nông nghiệp khác.
Đô thị này gồm các khu vực dân cư: Argenau, Wieden, Lugen, Lebernau,
Rehmen, Schrecken, Kreuzgasse, Jaghausen, Am Stein, Argenstein, Argenzipfel và Lisse.
Sông Bregenzer Ach chảy qua Au.